# Jaycee Chan
Jaycee Chan, auch Jaycee Joming Chan (chinesisch 陳祖明, kantonesisch Chan Cho-ming aka Jaycee Fong Jo-ming aka Fang Zuming 房祖名,  Fáng Zǔmíng, kantonesisch Fong Jo-ming; * am 3. Dezember 1982 in Los Angeles, Kalifornien), ist ein US-amerikanischer Schauspieler und Sänger hongkong-chinesischer Herkunft. Er ist der Sohn des Martial-Arts-Schauspielers Jackie Chan.

## Leben
Jaycee Chan wurde 1982 in Los Angeles, Kalifornien als Sohn des Schauspielers Jackie Chan und der taiwanischen Schauspielerin Joan Lin (林鳳嬌,  Lín Fèngjiāo) geboren. Durch die Affäre seines Vaters mit der Miss Asia 1990 Elaine Ng (吳綺莉, kantonesisch Ng Yi-lei) hat er eine Halbschwester Etta Ng (吳卓林, kantonesisch Ng Chok-lam). Er verbrachte zwei Semester an der College of William & Mary in Virginia. Sein Filmdebüt gab er im Film The Twins Effect II, bei dem auch sein Vater eine Rolle übernahm. Nachdem er unter bekannten Regisseuren, wie Derek Yee oder Daniel Wu, in weiteren Hongkong-Filmen zu sehen war, erlangte er mit Die Reise des chinesischen Trommlers seine bisher größte Bekanntheit.
Für seine Rolle des Sid wurde er 2009 vom Wine Country Film Festival mit dem Preis des Besten Schauspielers geehrt. Joan Lin schlug Jaycee für die Rolle des Wei-General im Film Little Big Soldier vor, für das Jackie Chan das Drehbuch schrieb. Er lehnte den Vorschlag jedoch ab.
Im darauf folgenden Jahr bekam Jaycee eine Rolle in Jackie Chans hundertstem Film 1911 Revolution.
2009 spielte er in Mulan – Legende einer Kriegerin an der Seite von Zhao Wei die Rolle des Fei Xiaohu.
Im August 2014 wurde er laut der „Chinesischen Volkszeitung“ (Renmin Ribao) wegen Drogenbesitzes von der Polizei in Peking verhaftet.
Mit seinem taiwanischen Freund und Schauspielerkollegen Kai Ko soll er 100 Gramm Marihuana und andere Drogen als privates Eigentum mitgeführt haben. Auch der Konsum wurde nachgewiesen. Die Haftstrafe wurde auf sechs Monate angesetzt. Er muss zudem eine Strafe von umgerechnet ca. 300 Euro bezahlen. Eine neue Gerichtsverhandlung im Januar 2015 bestätigte seine Haftzeit bis Februar 2015.

## Filmografie (Auswahl)
- 2004: Die Chroniken von Huadu - Blade of the Rose (The Twins Effect II)
- 2005: 2 Young
- 2006: The Heavenly Kings
- 2006: McDull, the Alumni
- 2007: The Sun Also Rises
- 2007: Invisible Target
- 2007: PK.COM.CN
- 2007: Die Reise des chinesischen Trommlers (The Drummer)
- 2008: Kung Fu Panda (chinesische Synchronstimme)
- 2008: Secrets of the Furious Five (Synchronstimme)
- 2009: Mulan (Fei Xiaohu)
- 2009: Tracing Shadow
- 2009: Xin - Die Kriegerin
- 2010: Break Up Club
- 2011: 1911 Revolution (Xīnhài Gémìng)
- 2011: Lee’s Adventure
- 2011: East Meets West
- 2012: Her Father, His Father
- 2012: Double Trouble
- 2012: Whoever
- 2013: Machi Action
- 2013: Love Speaks
- 2015: Monk Comes Down the Mountain
- 2016: Railroad Tigers

Quelle: Hong Kong Movie Database